# Abadía de Tintern (Gales)

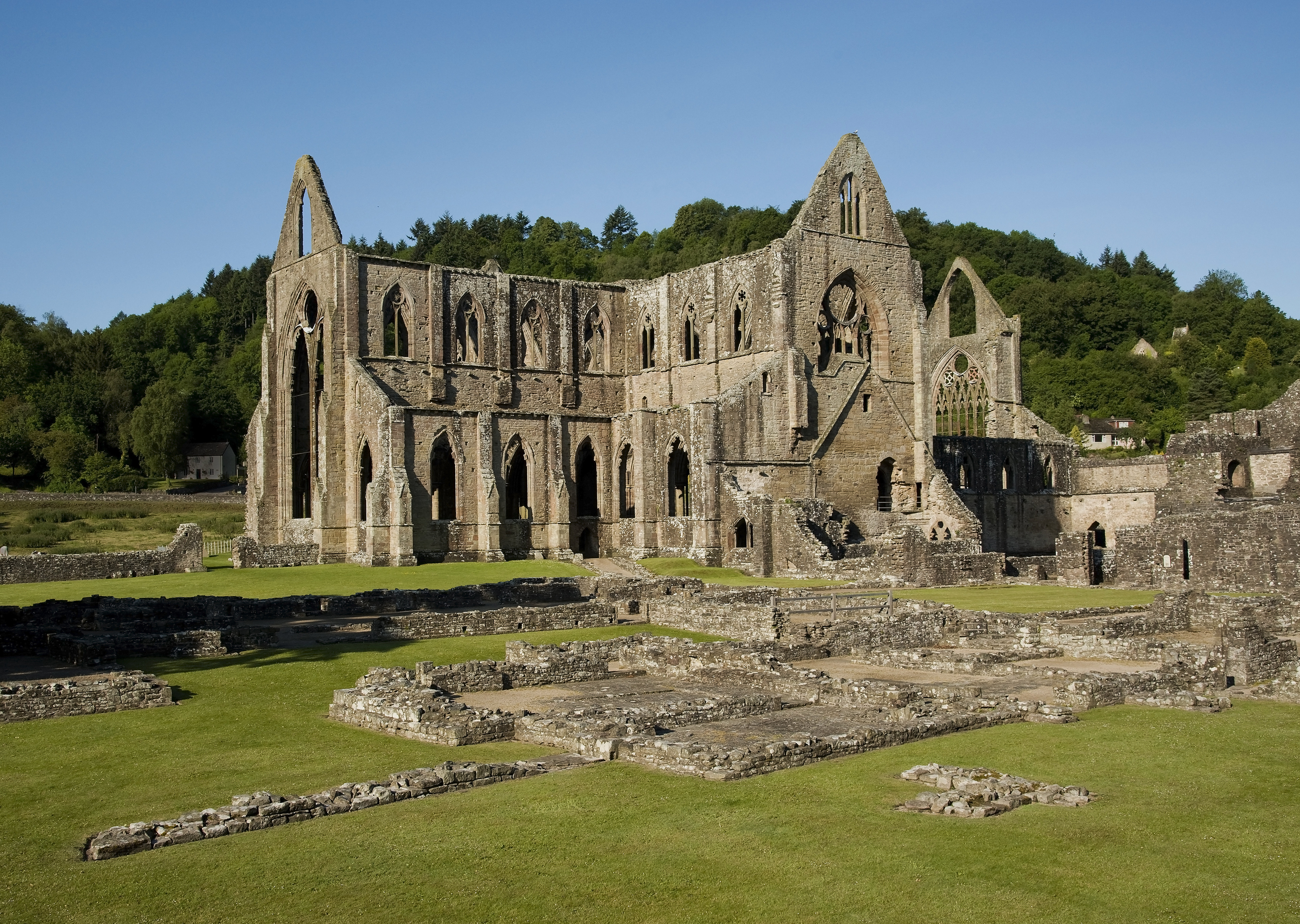
Vista de las ruinas de la iglesia abasial en Tintern, Gales

La abadía de Tintern (en inglés: Tintern Abbey) fue una abadía de la orden cisterciense ubicada en el condado de Monmouthshire, Gales. Fue fundada en 1131 por Walter de Clare, lord de Chepstow, a orillas del río Wye. Fue la segunda comunidad del Císter en las islas británicas, después de la abadía de Waverley, Inglaterra.
El complejo cayó en ruinas a partir de la disolución de los monasterios llevada a cabo por Enrique VIII de Inglaterra entre 1536 y 1540. A partir del siglo XVIII, el recinto fue inspiración de poemas y se convirtió en atractivo turístico en la época victoriana.
Los primeros pasos hacia la conservación del edificio se dieron a principios del siglo XX cuando la abadía pasó a control estatal. En 1984 el gobierno galés se hizo cargo del mantenimiento y de la administración del recinto.

## Historia

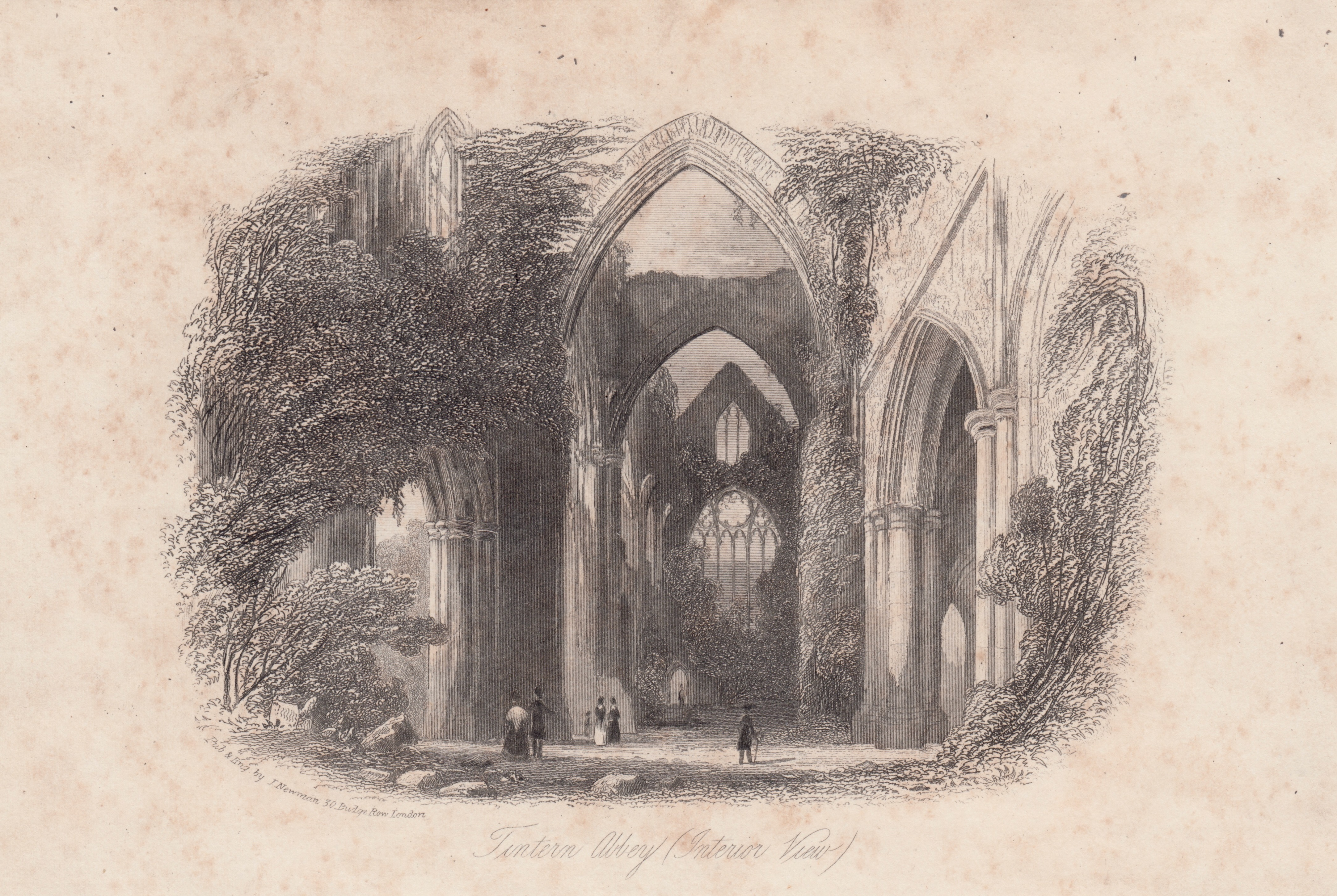
Imagen victoriana del interior de la iglesia abasial

La abadía de Tintern fue fundada en 1131 como la segunda comunidad cisterciense en las islas británicas, siendo la primera en Gales. La orden del Císter había sido fundada en la localidad francesa de Cîteaux en 1098 siguiendo la regla de San Benito. Esta orden tuvo un papel protagónico en la historia religiosa europea del siglo XII.
El Císter llega a Gran Bretaña en 1128 con la fundación de la abadía de Waverley al sur de Inglaterra. Poco después, se crea una segunda comunidad a orillas del río Wye, en Gales, unos 6 km al norte de Chepstow.
El conjunto religioso fue transformado hacia mediados del siglo XIII con la construcción de una nueva iglesia abasial. El complejo se convirtió en uno de los mejores ejemplos de arquitectura gótica en las islas británicas.
Con la disolución de los monasterios, la vida religiosa en Tintern acabó. La abadía cedió sus tierras el 3 de septiembre de 1536. El edificio pasó a manos de Henry Somerset, conde de Worcester y lord de Chepstow.
Durante la época victoriana, las ruinas ganaron gran atractivo turístico. Los intentos iniciales de restauración, sin embargo, mantenían la hiedra, ya que se le consideraba parte del encanto de las ruinas. En este período gana fama a través de la poesía y la pintura.
En 1901 el Estado se hace cargo del complejo. Los primeros trabajos de conservación se llevaron a cabo entre 1914 y 1928, momento en el que se instala una viga metálica en el techo para salvar la nave sur. En 1984, la administración del recinto recae en manos del gobierno de Gales, a través de la oficina de patrimonio, Cadw.

## Visita

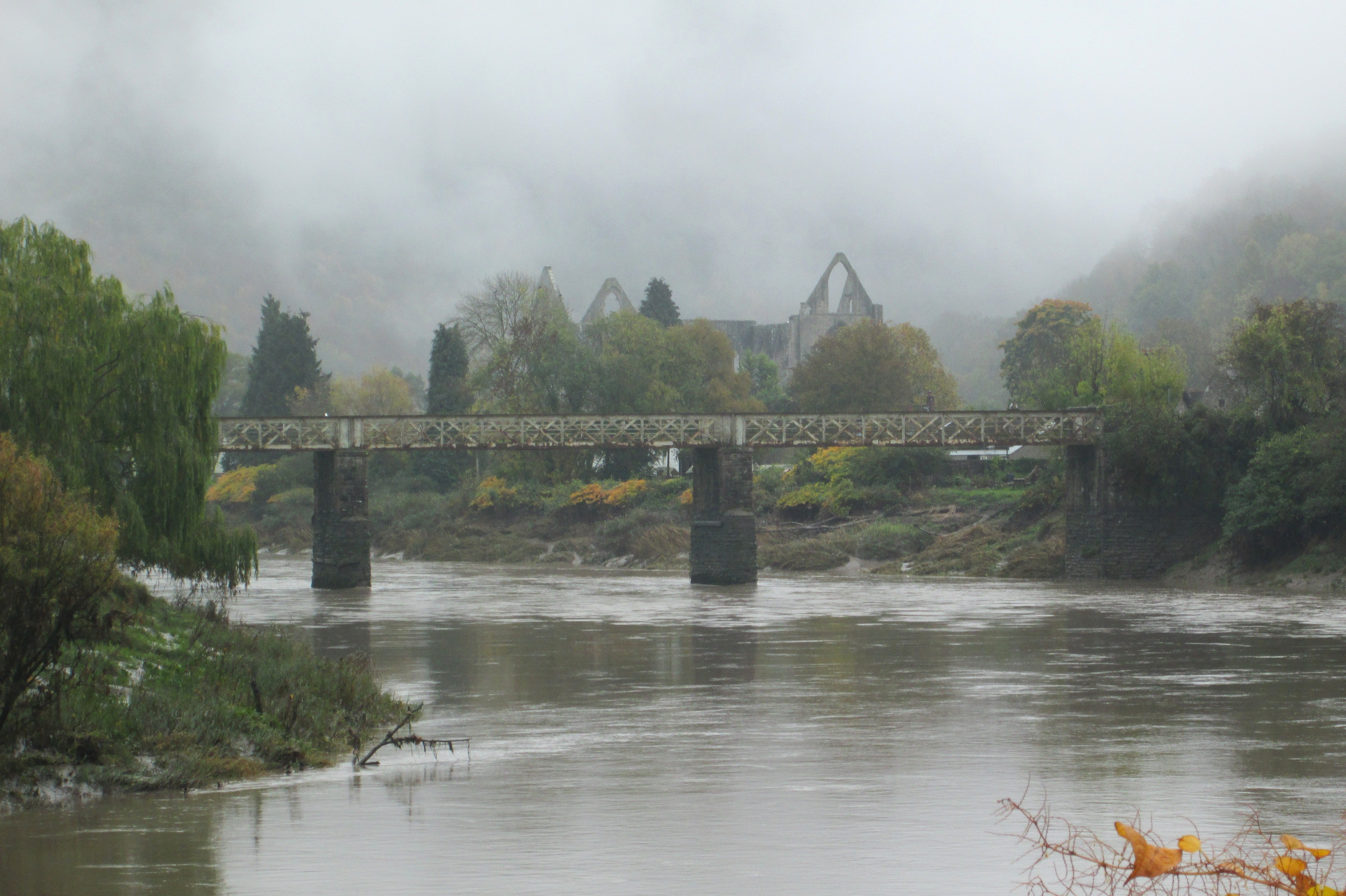
El ramal que lleva a la fábrica de cables cerca de la abadía de Tintern se terminó en 1875 y todavía se utiliza para acceder a los senderos de la orilla opuesta. Esta fotografía se tomó en condiciones de niebla en la mañana del 28 de octubre de 2015.

La abadía de Tintern está abierta a visitas turísticas. Se puede llegar en tren a Chepstow, a cargo de la compañía Transport for Wales, desde donde se puede tomar un autobús hasta la abadía.
El complejo cuenta con aparcamiento de pago, zona de pícnic y tienda de souvenires. Todos los perros son bienvenidos en el monumento.